# Джорджтаун (Пінанг)
Джорджтаун (англ. George Town) — столиця острова Пінанг у Малайзії. Він розташований на північно-східному краю острова.
Населення міста становить більше як 220 000 жителів (станом на 2006 рік), переважно китайців.
2008 року Джорджтаун разом з Малаккою був внесений у Список об'єктів Світової спадщини ЮНЕСКО.

## Клімат
Місто знаходиться у зоні, котра характеризується вологим тропічним кліматом. Найтепліший місяць — квітень із середньою температурою 28,2 °C. Найхолодніший місяць — вересень, із середньою температурою 27,1 °С.
| Клімат Джорджтауна      | Клімат Джорджтауна | Клімат Джорджтауна | Клімат Джорджтауна | Клімат Джорджтауна | Клімат Джорджтауна | Клімат Джорджтауна | Клімат Джорджтауна | Клімат Джорджтауна | Клімат Джорджтауна | Клімат Джорджтауна | Клімат Джорджтауна | Клімат Джорджтауна | Клімат Джорджтауна |
| Показник                | Січ.               | Лют.               | Бер.               | Квіт.              | Трав.              | Черв.              | Лип.               | Серп.              | Вер.               | Жовт.              | Лист.              | Груд.              | Рік                |
| Середній максимум, °C   | 31,8               | 32                 | 32,2               | 32                 | 31,7               | 31,6               | 31,2               | 31                 | 30,6               | 30,6               | 30,8               | 31,1               | 31,4               |
| Середня температура, °C | 27,7               | 27,9               | 28,1               | 28,2               | 28,1               | 27,9               | 27,5               | 27,4               | 27,1               | 27,1               | 27,2               | 27,4               | 27,6               |
| Середній мінімум, °C    | 23,6               | 23,8               | 24                 | 24,4               | 24,4               | 24,2               | 23,8               | 23,7               | 23,6               | 23,6               | 23,6               | 23,8               | 23,9               |
| Норма опадів, мм        | 60.6               | 96.9               | 128.9              | 222.1              | 227.3              | 171.5              | 183.8              | 255.3              | 357.9              | 374.5              | 216                | 103                | 2397.8             |
| Днів з дощем            | 5                  | 7                  | 9                  | 13                 | 13                 | 11                 | 11                 | 14                 | 18                 | 18                 | 15                 | 9                  | 143                |
| ----------------------- | ------------------ | ------------------ | ------------------ | ------------------ | ------------------ | ------------------ | ------------------ | ------------------ | ------------------ | ------------------ | ------------------ | ------------------ | ------------------ |
| Джерело: Weatherbase    |                    |                    |                    |                    |                    |                    |                    |                    |                    |                    |                    |                    |                    |

## Історія
Заснований 1786 року англійським капітаном Френсісом Лайтом і торговцями британської Ост-Індської компанії в болотистій місцевості. Названий на честь англійського короля Георга III.

## Культура та пам'ятки
Джорджтаун — місто, архітектура якого поєднує в собі європейський та східноазійський стилі.
Стара частина розташована у форті Корнвалліс.
- Форт Корнвалліс — перша споруда англійців на острові на місці висадки Френсіса Лайта 1786 року. Спочатку дерев'яна фортеця, в 1804–1805 рр. форт був перебудований та замінений на кам'яний. На його бастіонах знаходяться старі голландські гармати. Поруч — музей історії форту, тут проводяться інтерактивні шоу, що знайомлять туристів з побутом британських солдатів.

У старій частині Джорджтауна — Чайнатауні — розташовуються численні лавки, мечеті, церкви, індуїстські та буддистські храми. За Чайнатаун можна прогулятися пішки або проїхатися на велорикші.
- Церква Святого Георга — найстаріша англіканська церква в Малайзії. Побудована 1818 року каторжниками. Біля входу в церкву встановлено монумент Френсісу Лайту.

- Храм Ват Чайямангкаларам — примітний статуєю лежачого Будди, третьої за розміром у світі (33 м).

- Храм Шрі Маріямман — індуїстський храм споруди 1883 року. Головна цінність — статуя бога Субраманіама зі срібла, золота, смарагдів та алмазів. Під час щорічного святкування Тайпусама статую на срібній колісниці провозять вулицями міста.

- Мечеть Капітан Клінг — побудована на початку XIX століття.

- Мечеть Султана Ахмад Шаха

- Мечеть Штату — найбільша мечеть острова, що вміщає до 5 тисяч осіб. Це — ультрасучасне архітектурне споруда, увінчана блискаючим золотим куполом.

- Багатством та тонкістю дерев'яної різьби виділяється храм Дракона Гор. Фасад будівлі і залу вражають дерев'яними різьбленими прикрасами, виконаними китайськими майстрами.

- У старому місті поряд з будинками в колоніальному стилі та кладовищем протестантів, варто оглянути готель «E&O» (Захід та Схід). Колись він вважався найкращим «по той бік південніше Суеца», у ньому любили зупинятися Герман Гессе, Редьярд Кіплінг та Вільям Сомерсет Моем.

- Музей мистецтв

- Будинок-музей П. Рамлі.

Фінансовий центр — Лебух Пантай — головна вулиця міста. Багато офісів та банки розташовані в старих, відреставрованих будинках. Магазини сконцентровані на вулиці Джаланг Пенанг та Джалан Кемпбелл, а на Лебух Чулія стоїть безліч ресторанів та маленьких готелів.

## Промисловість та інфраструктура
Джорджтаун — один з найважливіших портів Малайзії, місце перевантаження сільськогосподарської продукції та каучуку.
У Джорджтауні розташовується Університет природничих наук Малайзії та Всесвітній рибний центр.

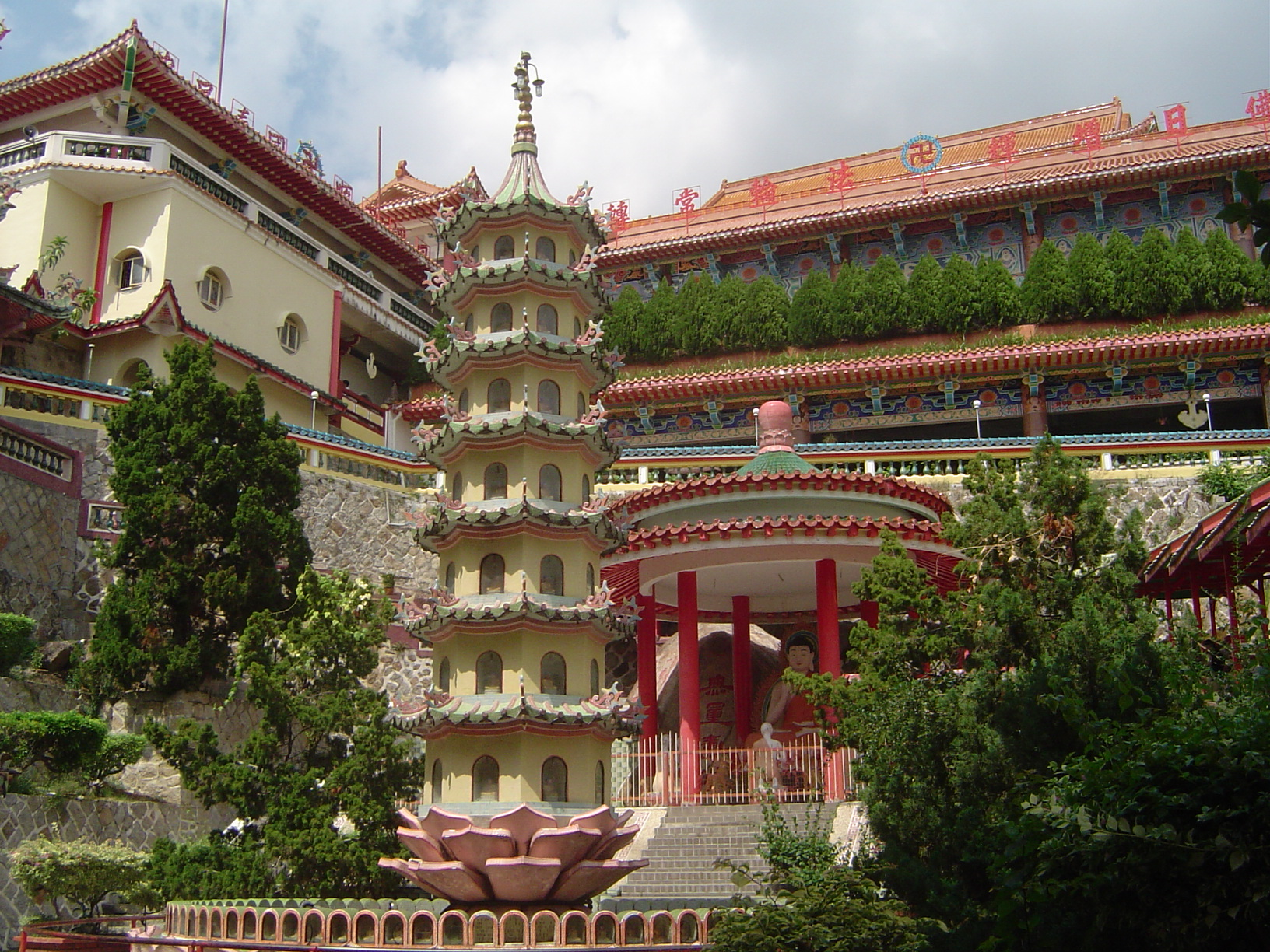
Найбільший храм Малайзії Кек Лок Ши
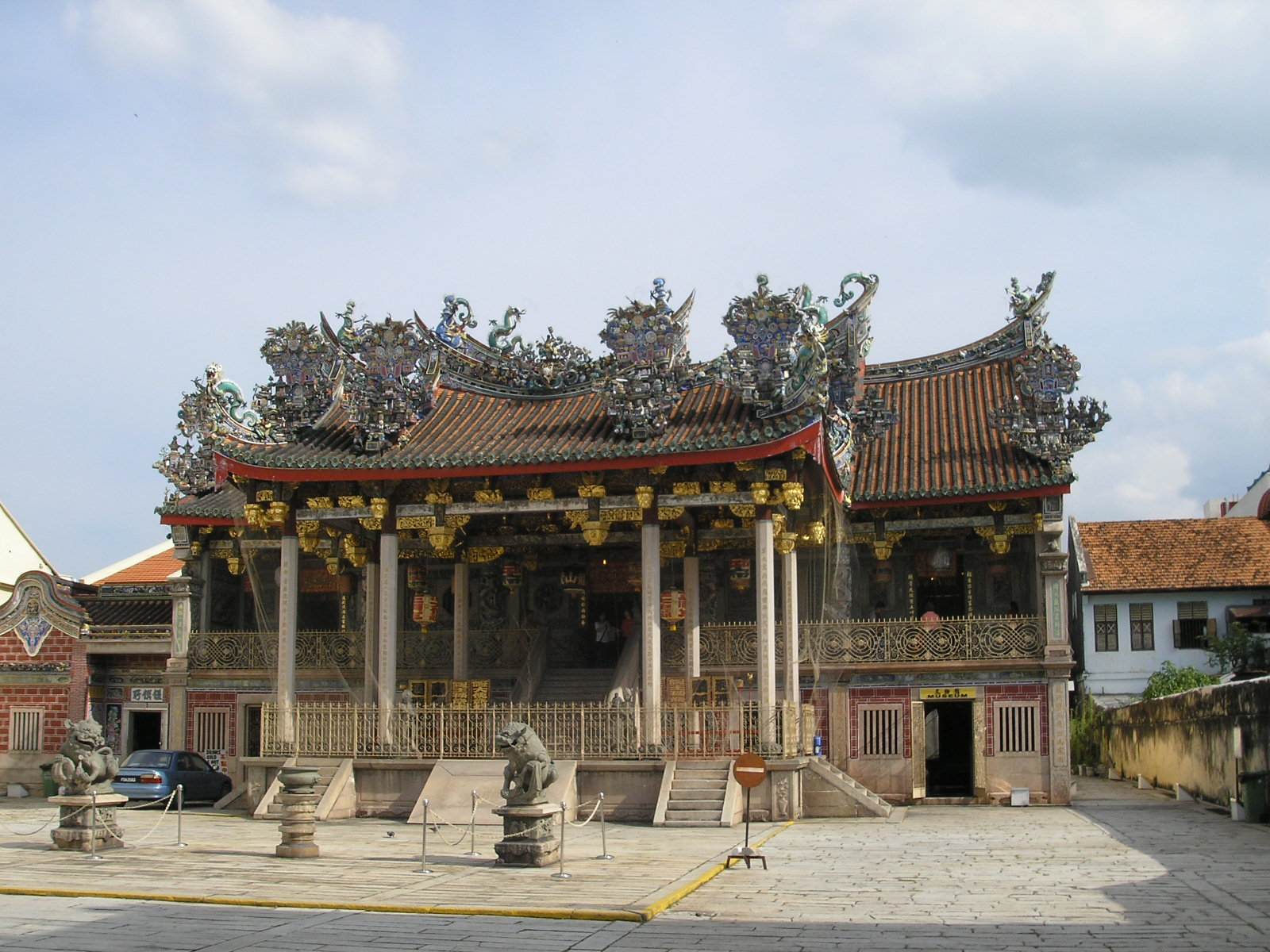
Храм Дракона Гор